# Freycinetia lateriflora
Freycinetia lateriflora là một loài thực vật có hoa trong họ Dứa dại. Loài này được Ridl. miêu tả khoa học đầu tiên năm 1916.